# C/1910 A1
C/1910 A1 lub Wielka Kometa Styczniowa z 1910 roku – kometa jednopojawieniowa, najprawdopodobniej o bardzo długim okresie obiegu wokół Słońca.

## Odkrycie
Kometa ta została dostrzeżona przez wielu obserwatorów początkowo na południowej półkuli. Pierwszym astronomem, który podjął badania tej komety, był Robert Innes. Miała ona wtedy jasność -1m i można ją było obserwować gołym okiem. Po przejściu przez peryhelium 17 stycznia 1910 roku jej jasność jeszcze wzrosła, tak że widoczna była nawet przy świetle dziennym. Na sferze niebieskiej warkocz komety C/1910 A1 rozciągał się na ok. 50°.
Komety tej nie należy mylić z kometą Halleya, która w tym samym roku przeszła przez swe peryhelium.